# Alex Zettl

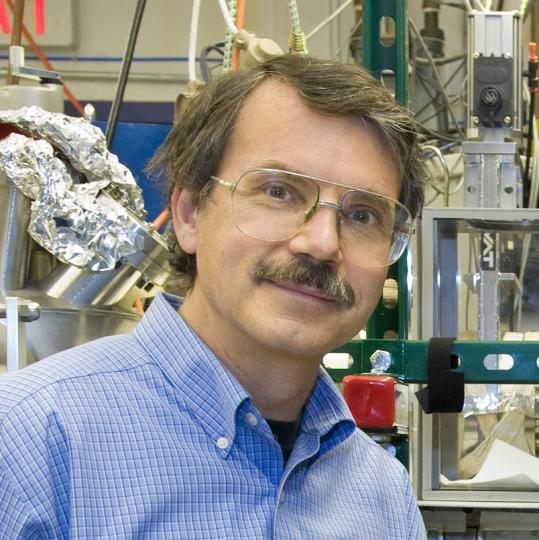
Alex Zettl

Alexander Karlwalter „Alex“ Zettl  (* 1956) ist ein US-amerikanischer Physiker, der sich mit experimenteller Festkörperphysik befasst.

## Leben
Zettl studierte an der University of California, Berkeley, mit dem Bachelor-Abschluss 1978 und wurde 1983 an der University of California, Los Angeles, promoviert. Er ist seit 1983 an der Fakultät der Universität Berkeley, wurde dort Professor und Mitglied des Kavli Energy NanoSciences Institute in Berkeley und ist Senior Scientist am Lawrence Berkeley National Laboratory.
Er entwickelte 2007 ein Gerät mit einer Nanoröhre auf einer Metallelektrode, mit dem FM-Radiosignale detektiert und ohne weitere Schaltkreise in hörbare Signale umgewandelt werden können (Nanoradio). Er ist vor allem bekannt für Forschungen zu Nanoröhren und synthetisierte 1995 als Erster Bornitrid Nanoröhren (BNNT). Er entwickelte ein Synthesesysteme für BNNTs (Extended-Pressure Inductively Coupled Plasma System, EPIC) und befasst sich auch mit zweidimensionalen Strukturen wie Graphen oder hexagonalem Bornitrid.
Früher befasste er sich auch mit Hochtemperatursupraleitern aus Fullerenen und Ladungsdichtewellen.

## Auszeichnungen
2006 erhielt er den James C. McGroddy Prize for New Materials für die Entwicklung neuer Synthesewege für Nanoröhren als Kohlenstoff und Bornitrid und Pionieranwendungen für diese in Sensortechnik, Elektronik und Nanomechanik (Laudatio). Er ist Fellow der American Physical Society (1999), Mitglied der American Academy of Arts and Sciences (2014), war Sloan Research Fellow (1984 bis 1986) und erhielt einen Presidential Young Investigator Award (1984 bis 1989). 1995 und 2007 war er Miller Professor in Berkeley.
Seit 2020 zählt ihn der Medienkonzern Clarivate zu den Favoriten auf einen Nobelpreis (Clarivate Citation Laureates).

## Trivia
Zettl ist passionierter Bergsteiger.